# Шойгу Юлія Сергіївна
Юлія Сергіївна Шойгу (тув. Юлия Сергей кызы Шойгу (4 травня 1977 , Красноярськ )) — російська психологиня, директор Центру екстреної психологічної допомоги Міністерства Російської Федерації у справах цивільної оборони, надзвичайних ситуацій і ліквідації наслідків стихійних лих з 2002 року, віцепрезидент Російського психологічного товариства (РПО), заступниця голови Етичного комітету РПО, кандидат психологічних наук.

## Біографія
Юлія Шойгу народилася в 1977 році в місті Красноярську, старшою дочкою в сім'ї Сергія Шойгу. У зв'язку зі специфікою роботи батька сім'я часто змінювала місця проживання. Середню школу Юлія закінчила вже в Москві в 1994 році і вступила на факультет психології Московського державного університету.
У 1999 році після закінчення університету прийшла на роботу в Центр екстреної психологічної допомоги МНС Росії (коли міністерство очолював її батько) і почала працювати звичайною психологинею.
За 2 роки, у 2001 році Юлія Шойгу була призначена заступницею директора, а вже через рік очолила Центр.
У різний час Юлія Шойгу брала участь в наданні психологічної допомоги постраждалим після терористичних актів, захоплень заручників, після техногенних катастроф в Москві, землетрусу на Сахаліні, авіакатастрофи в Іркутську, загибелі підводного човна «Курськ» і в інших надзвичайних ситуаціях в Росії і за кордоном.
У 2003 році у Всеросійському центрі екстреної і радіаційної медицини імені А. М. Нікіфорова МНС Росії під науковим керівництвом доктора психологічних наук, доктора медичних наук, професора В. Ю. Рибнікова та доктора медичних наук, професора А. М. Нікіфорова (науковий консультант) захистила дисертацію на здобуття наукового ступеня кандидата психологічних наук за темою «Професійний психологічний відбір курсантів вузів МНС Росії-майбутніх рятувальників: Обгрунтування психодіагностичного інструментарію» (спеціальність 06.26.02 — безпека в надзвичайних ситуаціях). Офіційні опоненти — доктор психологічних наук В. П. Третяков і кандидат психологічних наук, доцент В. Б. Чесноков. Провідна установа — Московський університет МВС Росії.
Авторка наукових робіт з психології екстремальних ситуацій. Нагороджена державними і відомчими нагородами.

## Родина
Юлія Шойгу одружена з заступником Генерального прокурора Російської Федерації Олексієм Захаровим, має дочку Дарину та сина Кирила.